# Raven van Dorst
Raven van Dorst (uitspraak: /ˈravə(n)/; Vlaardingen, 11 september 1984) is een Nederlandse rockartiest, acteur en presentator. Die is leadzanger en gitarist in de band Dool en was eerder ook bekend onder de artiestennaam Elle Bandita en onder de geboortenaam Ryanne van Dorst.

## Muziek
De eerste band van Van Dorst was de noise-band Coco Hayley, eind jaren 1990 opgericht met andere bezoekers van De Toevlught, een voormalig jeugdhonk in Maassluis, dat ook dienstdeed als oefenruimte en poppodium voor de lokale (alternatieve) muziekscene. Daarna speelde Van Dorst speelde in de meidenband Bad Candy. Na in 2004 de band te hebben verlaten, begon die een solocarrière, met daarnaast optredens als onderdeel van de pop-punkband The Riplets. In 2008 speelde Van Dorst tijdelijk gitaar bij Voicst, toen die een vervanger nodig hadden vanwege een gebroken elleboog van de gitarist/zanger Tjeerd Bomhof. Deze samenwerking beviel zo goed, dat Van Dorst ook na het herstel van Bomhof bij de band bleef voor live shows. Als gitarist van garagepunkband Anne Frank Zappa bracht de artiest in 2010 de vinyl-ep AFZ uit.

### Elle Bandita

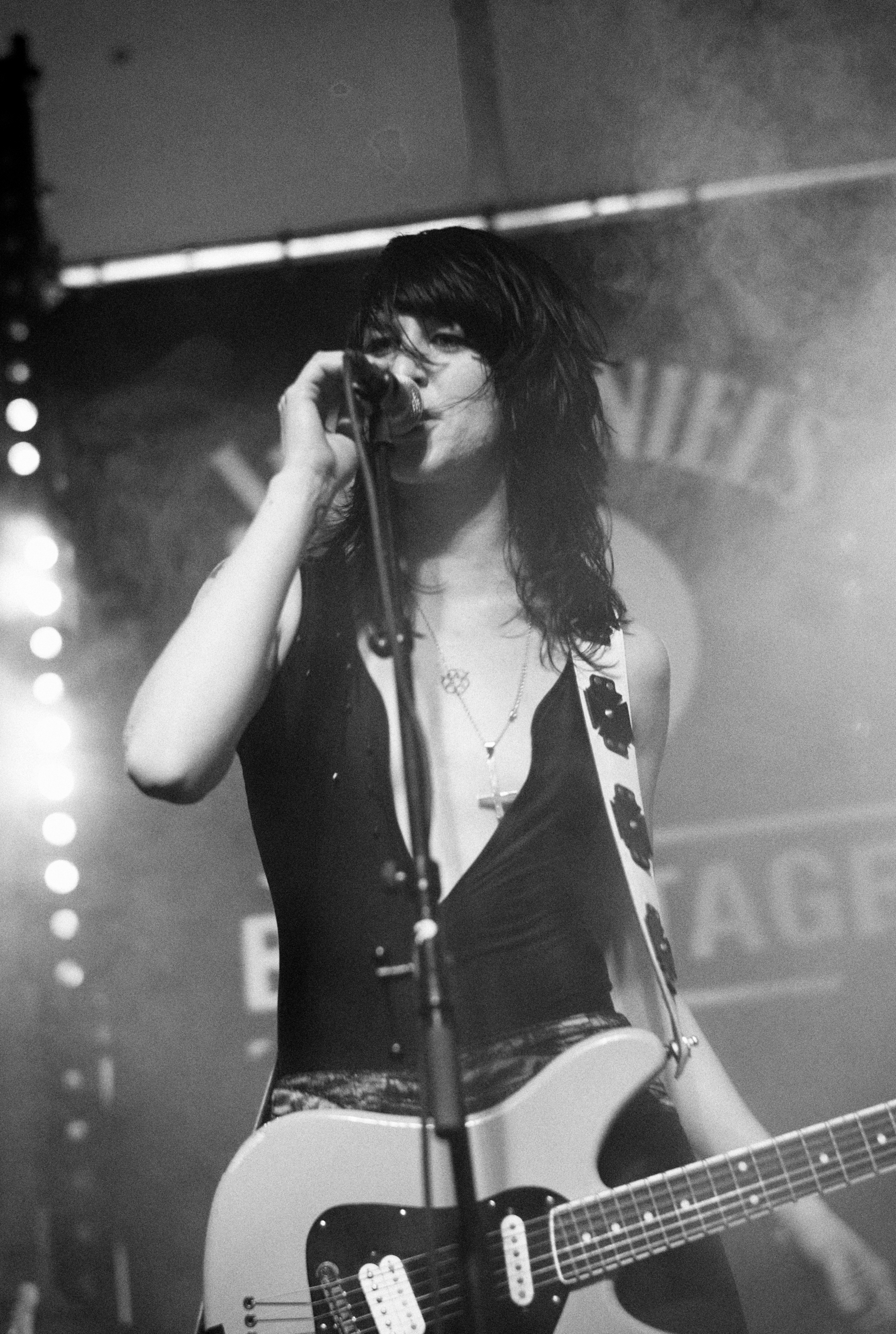
Van Dorst in 2009.

Van Dorst bracht in december 2005 diens eerste soloplaat uit, Love Juice, onder de naam Elle Bandita. Hierna volgden nog de albums Queen of Fools (2009) en Elle Bandita (2014). Vanaf het verschijnen van Queen of Fools werd Van Dorst op het podium vergezeld door een liveband, bestaande uit Vincent Niks (gitaar), Menno "Mono" Bouma (bas), Micha "Hands" Haring (drums) en Jesse den Dulk (toetsen). In dat jaar trad de band op op het Metropolis Festival, The Great Escape (VK), Lowlands en in de Melkweg. In oktober 2015 verklaarde Van Dorst het alter ego 'Elle Bandita' voorgoed achter zich te hebben gelaten.

### Dool
In 2016 werd Van Dorst lid van de band Dool. Het daaropvolgende jaar verscheen het album Here Now, There Then. Ter promotie ervan verschenen in 2016 de singles 'Oweynagat' en 'She Goat', in 2017 de singles 'Vantablack' en 'Golden Serpents'. In 2019 volgde de ep Love Like Blood, waarop naast de titeltrack twee live versies van 'She Goat' en 'In Her Darkest Hour' te horen zijn.
Op 10 april 2020 verscheen het tweede album, Summerland. Van Dorst noemde het productieproces "eerlijk" en "niet gemaakt om te scoren". Naar eigen zeggen had de band niet geprobeerd om radiohits te schrijven. "De nummers duren soms acht minuten, tien minuten, dus je kan het niet op de radio draaien. Er wordt niet geprobeerd om een hit te schrijven", aldus de artiest. Eerder verschenen de singles Sulphur & Starlight en Wolf Moon. Het album behaalde kort na uitkomen de negende plaats in de Duitse albumtop 100, maar de bijbehorende tour moest afgelast worden vanwege de coronapandemie.
Het derde album, The Shape of Fluidity, kwam uit in april 2024. Het nummer Hermagorgon is geschreven door Van Dorst en Dool-gitaristen Nick Polak en Omar Iskandr en gaat over Van Dorst zelf: "Ik ben eigenlijk mijn geboorterecht aan het terugclaimen (...) Ik heb mezelf uit die vrouwelijke dwangbuis geprobeerd te scheuren, daar gaat Hermagorgon over."

## Televisie

### Presentatie
Voor BNNVARA presenteerde Van Dorst in 2017 de vierdelige televisieserie Geslacht!. Hierin sprak de artiest met (ervarings)deskundigen over gevoelens en uitingen van verschillende vormen van gender: mannelijk, vrouwelijk en wat zich daar tussenin bevindt. Dit met als doel inzicht te geven in afwijkende verschijningen van het geaccepteerde duale stelsel.
In 2018 volgde het tv-programma Holland!, waarin Van Dorst op zoek ging naar de Nederlandse identiteit.
Sinds januari 2019 presenteert Van Dorst het BNNVARA-programma Nachtdieren, waarin die 's nachts op zoek ging naar mensen met bijzondere verhalen.
Sinds 8 september 2021 presenteert Van Dorst op NPO 3 het televisieprogramma Boerderij van Dorst, waarin die iedere aflevering met twee wisselende bekende Nederlanders op een boerderij vertoeft. Sinds juni 2025 presenteert Van Dorst vanuit dezelfde boerderij het programma Parels voor de zwijnen, waarin onbekende Nederlanders hun activiteiten onder de aandacht brengen of optreden met hun band. Recensent Wilfred Takken noemde het programma in NRC "een van de beste tv-programma's van het jaar".

### Acteren
Het acteerdebuut van Van Dorst was in de telefilm Dames 4.

### Deelname
Van Dorst deed in 2013 mee aan het televisieprogramma Op zoek naar God van de Evangelische Omroep, in 2014 aan Jouw Vrouw, Mijn Vrouw VIPS van RTL 4, en de artiest nam daarnaast deel aan zowel Expeditie Robinson van RTL 5 als De Slimste Mens van KRO-NCRV.
In 2016 deed Van Dorst mee aan het televisieprogramma De wereld rond in 6 stappen van Net5. Die vormde een duo met presentatrice Zarayda Groenhart, en als koppel moesten ze in zes stappen van een verlaten rijstveld in Thailand bij de beroemde Sharon Osbourne in Beverly Hills zien uit te komen. Eind 2017 was die te zien in het RTL 5-programma Celebrity City Trip, waarin Rick Brandsteder de reisgenoot was.
In 2018 en 2019 was Van Dorst verscheidene keren tafelgast bij De Wereld Draait Door. In 2019 was die te gast tijdens de oudejaarsaflevering van het tv-programma Paul pakt uit!. In oktober 2020 begon die als panellid in het SBS6-televisieprogramma Wie van de Drie.
Vanaf 2017 was die te zien in het veertiende tot en met het zeventiende seizoen van het tv-programma Ranking the Stars.
In 2024 nam Van Dorst deel aan het quizprogramma De Slimste Mens ter Wereld in België.

## Apodcalypse
Eind maart 2020 begon Van Dorst de eigen podcast Apodcalypse, in samenwerking met BNNVARA en 3FM. De aanleiding was het coronavirus en de quarantainetijd die hierop volgde. Van Dorst stoft met de fictieve 'huisvleermuis' Pandora de persoonlijke platencollectie af en luistert nog eens naar favoriete albums. Drie keer per week kwam er een nieuwe aflevering online. In de tweede aflevering, World of Warcraft getiteld, vertelde Van Dorst dat de podcast doorgaat "tot het einde van de quarantaine en of het einde van mijn platenkast". Na 24 afleveringen stopte de serie in mei 2020. Daarna werd er in december 2020 nog eenmalig een kerstaflevering uitgebracht, hierin was een zogenaamd 'corona-kerstlied' verwerkt.
De naam van de podcast, Apodcalypse, is een samenstelling van de woorden 'apocalypse' en 'pod', afgeleid van 'podcast'. Het is een verwijzing naar de coronacrisis. Immers, Van Dorst maakte de serie naar eigen zeggen "voor als de wereld vergaat".

## Privéleven
Van Dorst is opgegroeid in Maassluis.
Van Dorst is geboren met de intersekse-variatie echt hermafroditisme, en noemt zichzelf hermafrodiet. Op doktersadvies lieten de ouders van Van Dorst vlak na de geboorte de uiterlijke mannelijke geslachtskenmerken operatief verwijderen. Die ingreep en de gevolgen daarvan noemt Van Dorst traumatisch.
Van Dorst valt op vrouwen en op mannen. Van november 2012 tot juli 2014 had die een relatie met Christina Curry, waarbij zij samenwoonden.
Op 5 mei 2021 maakte Van Dorst op Instagram bekend non-binair te zijn, een nieuwe voornaam te hebben gekozen, Raven, en bij voorkeur te worden aangeduid met genderneutrale voornaamwoorden zoals 'die' en 'hen'.
Van Dorst eet vegetarisch en bij voorkeur veganistisch.

## Onderscheidingen
- Op 7 december 2021 kende COC Nederland bij zijn 75-jarig jubileum een Bob Angelo Sterren van de Toekomst-trofee aan Van Dorst toe.[27]
- De Jillis Bruggeman Penning 2022 werd aan Van Dorst toegekend vanwege "moedige strijd tegen het genderbinaire denken".[28]

## Discografie

### Elle Bandita
- Love Juice, Tocado, 2005 (ep)
- Queen of Fools, PIAS, 2009
- Elle Bandita, Caroline Benelux, 2014

### Riplets
- Rock, U-Sonic Records, 2007

### Anne Frank Zappa
- AFZ, 2010 (ep) Stardumb records SDR.51, Elle Bandita - guitar and vocals

### Bullerslug
- Cheer Up, Goth!, 2013

### Dool
- Here Now, There Then, 2017
- Love Like Blood, 2019 (ep)
- Summerland, 2020
- The Shape of Fluidity, 2024

## Filmografie
| Televisie / film als acteur         | Televisie / film als acteur          | Televisie / film als acteur | Televisie / film als acteur |
| Jaar                                | Productie                            | Rol | Opmerkingen |
| ----------------------------------- | ------------------------------------ | --- | --- |
| 2015                                | Dames 4                              | Denise | Televisiefilm |
| 2019                                | Baantjer: het begin                  | Dr. Rusteloos | Film |
| 2019-2020                           | Baantjer: het begin                  | Dr. Rusteloos | Televisieserie |
| 2019                                | De club van lelijke kinderen         | Mevrouw van der Ven | Film |
| 2020                                | Soul                                 | Terry | Film (stem) |
| Televisie als presentator / jurylid |                                      | | |
| Jaar                                | Productie                            | Opmerkingen | Opmerkingen |
| 2017                                | Geslacht!                            | Eigen programma waarin Van Dorst op zoek gaat naar gevoelens en uitingen van verschillende vormen van gender.                                         | Eigen programma waarin Van Dorst op zoek gaat naar gevoelens en uitingen van verschillende vormen van gender.                                         |
| 2018                                | Holland!                             | Eigen programma waarin Van Dorst op zoek gaat naar de Nederlandse identiteit.                                                                         | Eigen programma waarin Van Dorst op zoek gaat naar de Nederlandse identiteit.                                                                         |
| 2019-heden                          | Nachtdieren                          | Eigen programma waarin Van Dorst 's nachts op zoek gaat naar mensen met bijzondere verhalen (Het zevende seizoen heette Nachtdieren USA)              | Eigen programma waarin Van Dorst 's nachts op zoek gaat naar mensen met bijzondere verhalen (Het zevende seizoen heette Nachtdieren USA)              |
| 2020-2021                           | Drag Race Holland                    | In het eerste seizoen te zien als gast-jurylid, vervolgens als vast roulerend jurylid                                                                 | In het eerste seizoen te zien als gast-jurylid, vervolgens als vast roulerend jurylid                                                                 |
| 2021                                | Het Alternatief                      | Eigen programma waarin Van Dorst mensen ontmoet die andere levensopvattingen hebben.                                                                  | Eigen programma waarin Van Dorst mensen ontmoet die andere levensopvattingen hebben.                                                                  |
| 2021-heden                          | Boerderij van Dorst                  | Programma waarin Van Dorst steeds twee BN'ers ontvangt op een boerderij in Apeldoorn, er wordt geklust en er zijn persoonlijke gesprekken/interviews. | Programma waarin Van Dorst steeds twee BN'ers ontvangt op een boerderij in Apeldoorn, er wordt geklust en er zijn persoonlijke gesprekken/interviews. |
| 2023                                | In het wild                          | Voice-over (Afl.4) | Voice-over (Afl.4) |
| Televisie als deelnemer             |                                      | | |
| Jaar                                | Productie                            | Opmerkingen | Opmerkingen |
| 2013                                | Op zoek naar God                     | Zat één week teruggetrokken in een klooster | Zat één week teruggetrokken in een klooster |
| 2014                                | Jouw Vrouw, Mijn Vrouw VIPS          | Met toenmalige vriendin Christina Curry | Met toenmalige vriendin Christina Curry |
| 2015                                | Expeditie Robinson                   | Deelname aan het zestiende seizoen | Deelname aan het zestiende seizoen |
| 2015                                | De Slimste Mens                      | Eenmalige deelname | Eenmalige deelname |
| 2016                                | De wereld rond in 6 stappen          | Vormde een reiskoppel met Zarayda Groenhart | Vormde een reiskoppel met Zarayda Groenhart |
| 2017-2020                           | Ranking the Stars                    | Panellid | Panellid |
| 2017                                | Risky Rivers                         | Gaat de rivieren op in Nepal met Maxim Hartman | Gaat de rivieren op in Nepal met Maxim Hartman |
| 2017                                | Celebrity City Trip                  | Vormde een reiskoppel met Rick Brandsteder | Vormde een reiskoppel met Rick Brandsteder |
| 2018                                | Het perfecte plaatje                 | Deelname in het derde seizoen, verliet het spel vlak voor de finale                                                                                   | Deelname in het derde seizoen, verliet het spel vlak voor de finale                                                                                   |
| 2018-2019                           | De Wereld Draait Door                | Sidekick | Sidekick |
| 2019                                | Britt's Beestenbende                 | Team Tim | Team Tim |
| 2020                                | De gevaarlijkste wegen van de wereld | Deelnemer samen met Famke Louise | Deelnemer samen met Famke Louise |
| 2020-2023                           | Wie van de Drie                      | Panellid | Panellid |
| 2021                                | Kiespijn                             | Team Links | Team Links |
| 2023                                | Ranking the Talent                   | Gastjurylid | Gastjurylid |

- MusicBrainz: beedbc15-90e8-448a-9f9c-898bb8d3fbc4